# Francesco Yates
Francesco Yates (* 11. September 1995 in Toronto) ist ein kanadischer Sänger.

## Leben und Wirken
Francesco Yates begann das Songschreiben im Alter von elf Jahren und nahm Gitarren- und Klavierunterricht, mit 16 unterzeichnete er einen Vertrag bei Atlantic Records. Internationale Bekanntheit erlangte er durch den Nummer-eins-Hit Sugar von Robin Schulz, zu dem er den Gesang beisteuerte.
Seine am 11. September 2015 erschienene Debüt-EP wurde von Robin Hannibal und Pharrell Williams produziert. Im selben Jahr gewann er den Heatseeker Award der Canadian Radio Music Awards und trat bei den Feierlichkeiten am kanadischen Nationalfeiertag in Ottawa auf.
2016 war er Opening Act der kanadischen Pop-Punk-Band Hedley bei ihrer Hello World Tour mit Carly Rae Jepsen.
Im Februar 2018 wurde seine Single "Come Over" mit der Ankündigung veröffentlicht, dass er in Kanada im Vorprogramm von Justin Timberlakes Man Of The Woods Tour auftreten werde. Sein nächster Song "Do You Think About Me", veröffentlicht im April 2018 war der erste, den er vollständig selbst schrieb, produzierte und sang. Im Juli wurde die Single "Somebody Like You" veröffentlicht, und im selben Jahr trat Yates im Vorprogramm der verbleibenden Auftritte von Justin Timberlakes Nordamerika-Tour auf. 
Am 27. Dezember 2019 veröffentlichte Yates die Single "I Got You", die bereits zu Beginn des Jahres auf SoundCloud hochgeladen worden war.
Im April 2020 veröffentlichte Yates die Single "Superbad" und im Mai 2020 "Bad Decisions"; im Juni 2020 folgte Yates´ zweite EP "Superbad", die von einem kurzen Film begleitet wurde.

## Diskografie

### EPs
- 2015: Francesco Yates
- 2020: Superbad

### Singles
- 2014: Call
- 2014: When I Found You
- 2015: Better to Be Loved
- 2015: Nobody Like You
- 2016: Louder! (Love Is Loud) (mit Sofía Reyes & Spencer Ludwig)
- 2016: Stayin’ Alive (feat. Julian Perretta & Måns Zelmerlöw)
- 2018: Come Over
- 2018: Do You Think About Me
- 2018: Somebody Like You
- 2019: I Got You
- 2020: Superbad
- 2020: Bad Decisions
- 2020: Late Night Love
- 2021: Dive
- 2022: Jimi
- 2023: Thunderbomb
- 2023: Chanel

### Gastbeiträge

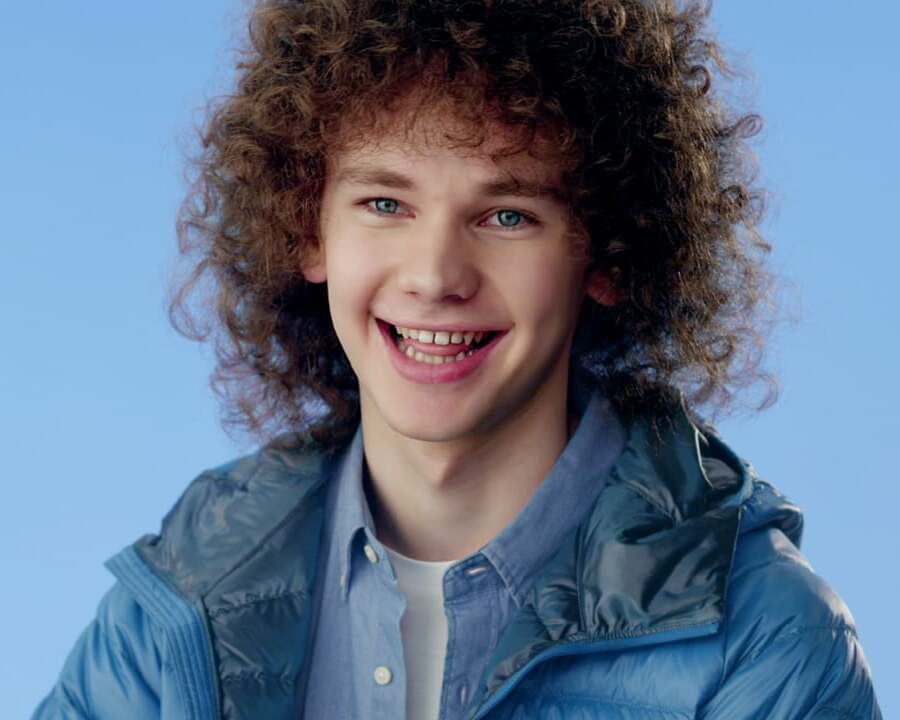
Francesco Yates 2014

- 2015: Sugar (Robin Schulz feat. Francesco Yates)

## Auszeichnungen
- 2015: Heatseeker Award der Canadian Radio Music Awards